# Au royaume des miroirs déformants
Pour plus de détails, voir Fiche technique et Distribution.
Au royaume des miroirs déformants (en russe : Королевство кривых зеркал) est un film soviétique pour enfants réalisé par Alexandre Rou en 1963, adapté du conte de Vitali Goubarev (ru). Le film est produit par Gorki Film Studio,.

## Fiche technique
- Production : Gorki Film Studio
- Réalisation : Alexandre Rou
- Scénario : Vitali Goubarev, Lev Arkadiev
- Photographie : Leonid Akimov, Vassili Doultsev
- Décors : Arseni Klopotovski, Aleksandre Vagitchev
- Musique : Orchestre symphonique d'État de l'URSS pour l'art cinématographique
- Compositeur : Arkadi Filippenko
- Textes des chansons : Vitali Goubarev
- Son : Anatoli Dikan
- Maquillage : Anatoli Ivanov
- Genre : film pour enfants
- Langue : russe
- Durée : 80 min.
- Pays : Russie/URSS
- Sortie : 1963

## Distribution
- Olga Youkina : Olya
- Tatiana Youkina : Yalo
- Tatyana Barycheva : la grand-mère d'Olya
- Ivan Kouznetsov : Bar
- Tamara Nosova : tante Aksal
- Anatoli Koubatski : le roï Yagoupop
- Arkadi Tsinman : ministre Abazh
- Andreï Faït : ministre Nouchrok
- Lidia Vertinskaïa : Anidag
- Gueorgui Milliar : premier maître des cérémonies/la reine/le cocher
- Pavel Pavlenko : maître des cérémonies
- Aleksandr Khvylia : cuisinier du roi
- Vera Altaïskaïa : Asyrk
- Andreï Stapran : Gourd